# 海奎特
赫克特（也称赫奎特（Heqat）、赫基特（Hekit）、赫凯特（Heket）等，罕见地有赫吉特（Hegit）, 赫革特（Heget）等名）,，埃及神话中的繁殖女神。她的神物是青蛙，她的形象或是青蛙形，或是头上爬一青蛙的妇女。赫克特帮助产妇分娩，在这方面与涅赫贝特（Nekhbet）近似。她还是冥界帮助亡灵。她与赫努姆（Henum）一样，也是人类的创造者，经常被人们称为赫努姆的妻子。赫克特的偶像常放在石棺里。

## 赫克特崇拜

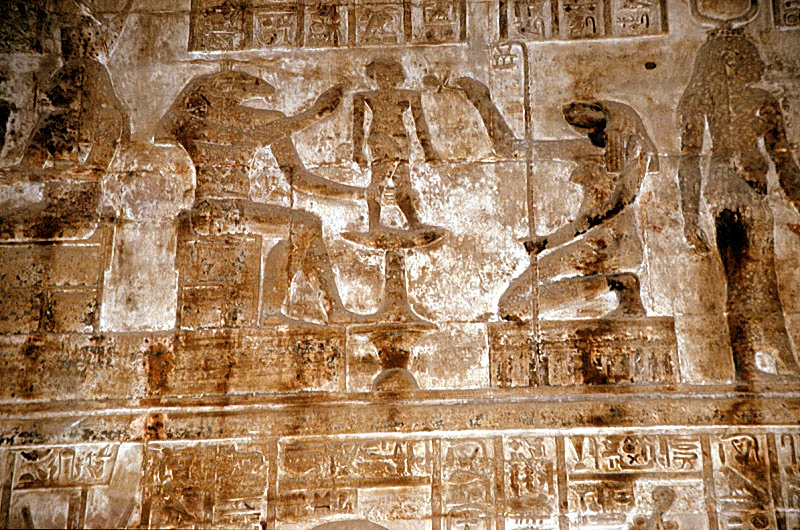
赫努姆神正在制作Ihy的陶模，旁边是赫克特.埃及丹达拉寺庙群玛米西庙（伊希出生寺）内的浮雕像.

对她的崇拜至少出现在早王朝时期，她的名字是部分安葬在赫勒万（Helwan）的第二王朝贵族人名的一部分，并在 Wepemnofret 碑和金字塔文（Pyramid texts）中所提到的人。早期的青蛙雕像往往被认为就是指她。
妇女通常在分娩时要戴上她的护身符，一只代表赫克特的坐在莲花中的青蛙。赫克特被认为是赫努姆的妻子，新生儿的身体是在赫努姆的陶轮上形成的。
在奥西里斯（Osiris）神话的发展过程中，据说，在荷鲁斯（Horus）出生时，赫克特作为分娩最后一阶段的女神，是她将生命的气息吹进了荷鲁斯的新体内。由于荷罗斯的降生与奥里西斯的复活变得更加密切相连，所以赫克特也成为了一名与复活密切相关的角色。最终，这种关联使她的护身符获得了一句惯语：我就是复活。因此，这种护身符被早期基督徒所使用。

## 脚注
1. ↑  《世界神话辞典》，“赫克特”，第986页，辽宁人民出版社，1989年
2. ↑  Armour, op.cit., p.116
3. ↑  Erman, op.cit. vol. 3, 169.10